# 1600
Năm 1600 (số La Mã: MDC) là một năm nhuận bắt đầu từ ngày thứ bảy và nhuận một năm thế kỷ của lịch Gregory (nó đã là một năm nhuận bắt đầu từ ngày thứ ba bằng cách sử dụng lịch Julius chậm hơn 10 ngày).

## Sinh
- 1 tháng 1 - Friedrich Spanheim, nhà thần học Hà Lan (mất 1649)
- 17 tháng 1 - Pedro Calderón de la Barca, nhà soạn kịch Tây Ban Nha (mất 1681)
- 28 tháng 1 - Đức Giáo hoàng Clement IX (mất 1669)
- Tháng hai - Edmund Calamy the Elder, Trưởng Lão Anh (mất 1666)
- 2 tháng 2 - Gabriel Naudé, nhà thư viện và học giả Pháp (mất 1653)
- 3 tháng 3 - George Ghica, Hoàng tử Wallachia (mất 1664)
- 13 tháng 5 - Empress Xiao Duan Wen của nhà Thanh (mất 1649)
- 16 tháng 8 - Maria Celeste, nữ tu, con gái của Galileo Galilei
- Tháng mười một - John Ogilby, nhà văn tiếng Anh và bản đồ (mất 1676)
- 19 tháng 11
  - Leo Aitzema, nhà chính trị Hà Lan (mất 1669)
  - Vua Charles I của Anh, Scotland, và Ireland (Ví dụ: 1649)
- Không rõ ngày:
  - Marin le Roy de Gomberville, nhà thơ, tiểu thuyết gia người Pháp (mất 1674)
  - Sir Richard Grenville, 1 phong nam tước, lãnh đạo Bảo hoàng Anh (mất 1658)
  - Peter Heylin, nhà văn Anh (mất 1662)
  - Antoine de Laloubère, nhà toán học người Pháp dòng Tên (mất 1664)
  - Anna Alojza Ostrogska, người Ba Lan (mất 1654)
  - William Prynne, chính trị gia người Anh (mất 1669)
  - Brian Walton, học giả Anh (mất 1661)
- Có thể xảy ra:
  - Jonas Bronck, người Thụy Điển (mất 1643)
  - Piaras Feiritéar, nhà thơ Ailen (mất 1653)
  - Samuel Rutherford, nhà thần học người Scotland (mất 1660)

## Mất
- 13 tháng 2 - Gian Paolo Lomazzo, họa sĩ người Ý (sinh 1538)
- 17 tháng 2 - Giordano Bruno, nhà triết học người Ý (chép ra ở các cổ phần) (sinh 1548)
- Tháng tư - Thomas Deloney, nhà văn người Anh (sinh 1543)
- 17 tháng 7 - Hosokawa Gracia, người Nhật (sinh 1563)
- 5 tháng 8 - John Ruthven, Bá tước thứ ba của Gowrie, người Scotland (sinh 1577)
- 27 tháng 8 - Mizuno Tadashige, nhà quý tộc Nhật Bản (sinh 1541)
- 1 tháng 9 - Tadeáš Hájek, thầy thuốc, nhà thiên văn người Séc (sinh 1525)
- 26 tháng 9 - Claude Le Jeune, nhà soạn nhạc Pháp (sinh 1530)
- 12 tháng 10 - Luis Molina, dòng Tên Tây Ban Nha (sinh 1535)
- 21 tháng 10 - Toda Katsushige, lãnh chúa Nhật Bản (sinh 1557)
- 3 tháng 11 - Richard Hooker, nhà thần học Anh giáo (sinh 1554)
- 6 tháng 11
  - Ishida Mitsunari, chúa phong kiến Nhật Bản (chặt đầu) (sinh 1560)
  - Konishi Yukinaga, lãnh chúa Nhật Bản (sinh 1555)
- 8 tháng 11 - Natsuka Masaie, lãnh chúa Nhật Bản (sinh 1562)
- 17 tháng 11 - Kuki Yoshitaka, chỉ huy hải quân Nhật Bản (sinh 1542)
- Ngày chưa rõ:
  - José de Acosta, nhà truyền giáo dòng Tên Tây Ban Nha (sinh 1540)
  - Abe Masakatsu, nhà quý tộc Nhật Bản (sinh 1541)
  - Antonio Monserrate, dòng Tên Tây Ban Nha (sinh 1536)